# توفیقی (آق‌داش)
توفیقی (به لاتین: Tofiqi) یک منطقه مسکونی در جمهوری آذربایجان است که در شهرستان آق‌داش واقع شده است. توفیقی ۱۲۷۸ نفر جمعیت دارد.